# Pommern (statek-muzeum)
Pommern (z niem. Pomorze) – żaglowiec towarowy, bark zbudowany w 1903 r. w Szkocji. W 1923 r. zakupił go armator z Wysp Alandzkich Gustaf Erikson, w którego flocie do 1939 r. statek służył do transportu australijskiej pszenicy przeznaczonej do sprzedaży w Europie. W 1953 r. dzieci Gustafa Eriksona przekazały Pommern stolicy Wysp Alandzkich Maarianhamina, gdzie od tego czasu służy jako obiekt muzealny w Muzeum Morskim Wysp Alandzkich (szw. Ålands sjöfartsmuseum), które organizuje wystawy na pokładzie, dba o jego konserwację i renowację.
Pommern został zbudowany z myślą o szybkim i sprawnym transporcie ładunków. W swoich czasach był to nowoczesny statek o mocnej konstrukcji, wyposażony w najnowocześniejsze urządzenia pokładowe, w tym mosiężne kabestany oraz silnik parowy do załadunku i rozładunku towarów, napędzania windy kotwicznej, a nawet obsługi pompy zęzowej. Nowoczesne wyposażenie sprawiało, że Pommern mógł pływać z niewielką załogą, liczącą 26 osób. Na pokładzie zewnętrznym załoga i dowództwo miały do dyspozycji pomieszczenia mieszkalne i sypialne.
Statek jest unikalnym przykładem czteromasztowego żaglowca towarowego wykonanego ze stali z początku XX wieku. Zarówno konstrukcja, jak i wyposażenie Pommern, a także jego historia i rola w transporcie towarów stanowią materialne i niematerialne dziedzictwo kulturowe. Obecnie prace na pokładzie Pommern koncentrują się na utrzymaniu jego unikalnej konstrukcji i wyposażenia w dobrym stanie przy jak najmniejszej ingerencji.
Parametry żaglowca: długość 94,67 m, szerokość 13,18 m, zanurzenie 6,75 m, pojemność rejestrowa brutto 2376,16, pojemność rejestrowa netto 2113,80, tonaż całkowity 4050 t, wysokość masztu 48 m, powierzchnia 28 żagli wynosi 3240 m².